# Katinka (prénom)
Pour les articles homonymes, voir Katinka.
Katinka est un prénom féminin. 

## Personnalité portant ce prénom
Il est porté par :
- Katinka Hosszú, nageuse hongroise ;
- Katinka Bock, artiste allemande ;
- Katinka Wiltenburg, athlète néerlandaise ;
- Katinka Heyns, cinéaste sud-africaine ;
- Katinka Bjerregaard, chanteuse et musicienne danoise.
- Pour l'ensemble des articles sur les personnes portant ce prénom, consulter :
  - la liste des articles dont le titre commence par ce prénom
  - les listes produites par Wikidata : Liste des personnes de prénom « Katinka » — même liste en incluant les éventuels prénoms composés qui contiennent « Katinka ».